# Minnie Bagelman
Minnie Bagelman, cunoscută ca Merna Barry , (n. 6 aprilie 1923, New York City, New York, SUA – d. 31 octombrie 1976, New York City, New York, SUA) a fost o cântăreață americană, componentă a grupului The Barry Sisters.